# Instituto Geográfico de Aragón
El Instituto Geográfico de Aragón (IGEAR) es un servicio de apoyo a todas las unidades administrativas del Gobierno de Aragón, al resto de administraciones públicas y de los ciudadanos, en todo lo relacionado con la información y documentación geográfica sobre ordenación y desarrollo territorial.
Este servicio depende de la Dirección General de Urbanismo y Ordenación del Territorio  del Departamento de Fomento, Vivienda, Logística y Cohesión Territorial del Gobierno de Aragón.

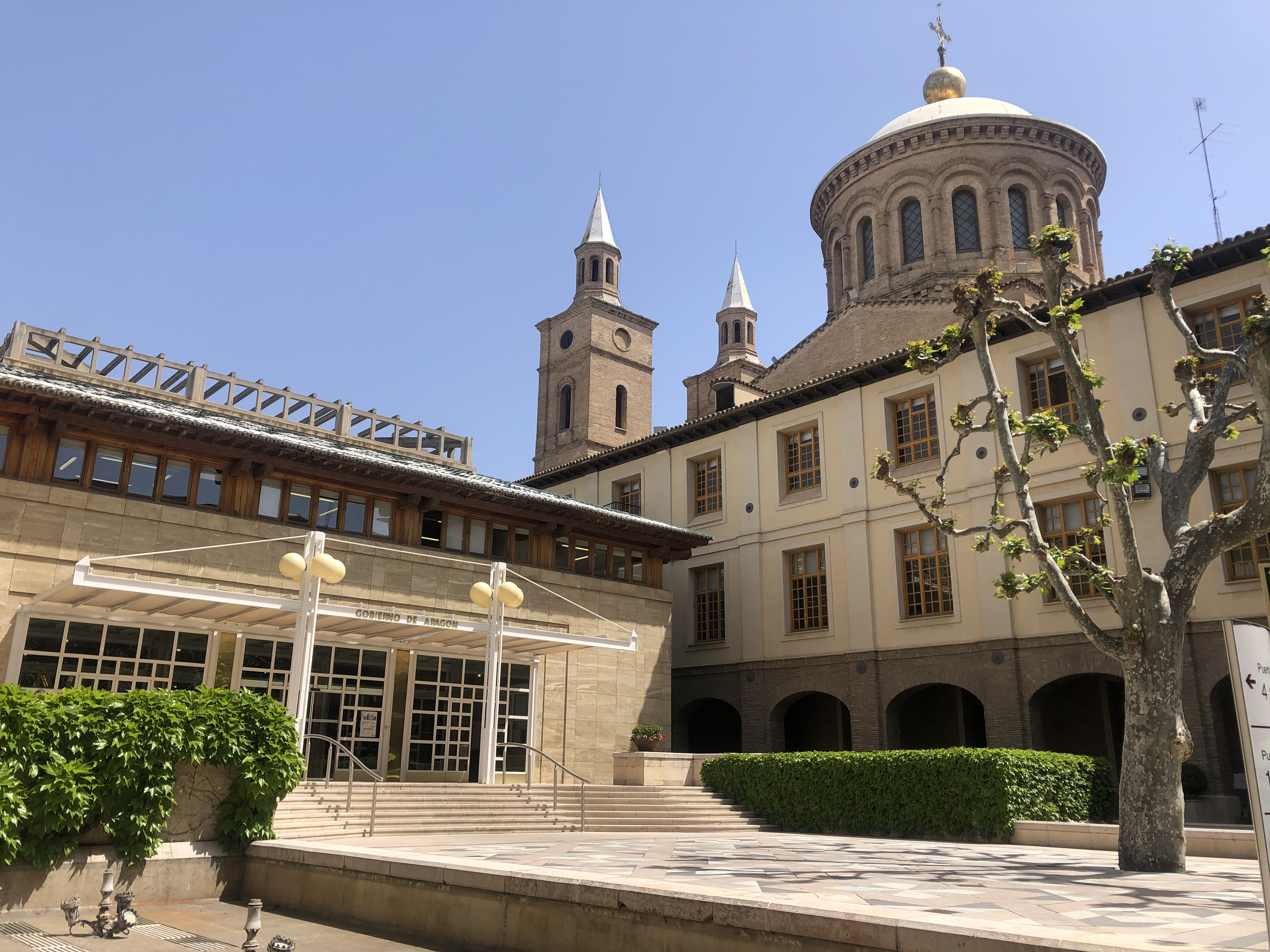
Edificio Pignatelli. Sede del IGEAR

## Orígenes

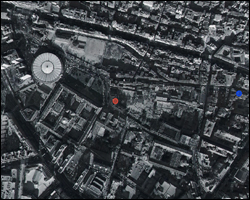
Sede Edificio Pignatelli. Fotografía aérea. 1993.

El Instituto Geográfico de Aragón (IGEAR) tiene su origen en el Centro de Información Territorial de Aragón (CINTA). El cambio a la actual denominación se aprobó por Ley 8/2014 y, posteriormente, se publicó por Decreto 81/2005 el reglamento por el que se atribuyeron al Instituto nuevas competencias y funciones para dar paso a la gestión global de la información geográfica, entendida en el sentido más amplio de su concepto (elaboración, catalogación, mantenimiento, registro y difusión), y que está actualmente regulada por la Ley 3/2022,de información geográfica de Aragón

## Actividades
Algunos de los puntos principales sobre la actividad que desarrolla el IGEAR son los siguientes: 
- Producir, actualizar y gestionar las bases topográficas y cartográficas de Aragón, integrándolas en sistemas de información geográfica. También realizar y mantener mapas temáticos y básicos a diferentes escalas, además de ofrecer asistencia técnica en cartografía a otros organismos públicos.
- Planificar y administrar la Infraestructura de Conocimiento Espacial de Aragón y los visores y aplicaciones que la integran, incluyendo el mantenimiento de la red de Geodesia Activa de Aragón (ARAGEA)
- Armonizar y normalizar la información geográfica oficial, conservar fondos históricos y documentales, y coordinar planes autonómicos sobre el territorio.
- Redactar y gestionar el Plan de Información Geográfica de Aragón, las memorias de actividades anuales y las memorias de legislatura.
- Publicar informes anuales, digitalizar y georreferenciar fondos históricos, y fomentar la formación y colaboración en proyectos de información geográfica. Además, ofrecer asistencia técnica a distintas unidades administrativas del Gobierno de Aragón, coordinarse con entes locales y participar en programas de investigación, innovación y formación.
- Promover los servicios geográficos públicos y privados, apoyar la investigación y el desarrollo tecnológico, y cooperar con otros departamentos en tecnologías de la información y difusión de datos abiertos.
- Cooperar en el uso de la información georreferenciada, así como su difusión interoperable (Open Data).
- Representar a Aragón en órganos nacionales e internacionales relacionados con la información geográfica y firmar convenios necesarios para su labor.

Un elemento indispensable de trabajo del Instituto es el geoportal de la Infraestructura de Conocimiento Espacial de Aragón (ICEARAGON) que permite la gestión íntegra y la difusión de la información geográfica a través de distintos productos cartográficos, servicios y aplicaciones

## Estructura organizativa

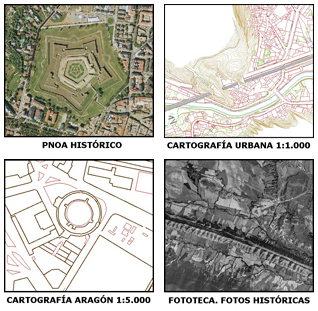
Algunos productos cartográficos

La estructura organizativa y de funcionamiento del Instituto Geográfico de Aragón se articula en dos áreas fundamentales:
- área de cartografía.
- área de documentación.

El área de cartografía gestiona la creación, elaboración de la cartografía básica, derivada y temática, así como su puesta en producción y difusión en los servicios y aplicaciones cartográficas que posee el Instituto Geográfico de Aragón. El instrumento de trabajo de esta área es ICEARAGON, el geoportal que gestiona la información geográfica del territorio, y que está en continua evolución y actualización para responder a los avances tecnológicos en materia de información cartográfica.

El área de documentación se compone de dos unidades:
- La unidad de cartografía dispone de un depósito de productos cartográficos históricos y actuales que se clasifica en dos secciones: cartoteca y fototeca.
- La unidad de documentación territorial cuenta con dos secciones: biblioteca y hemeroteca.

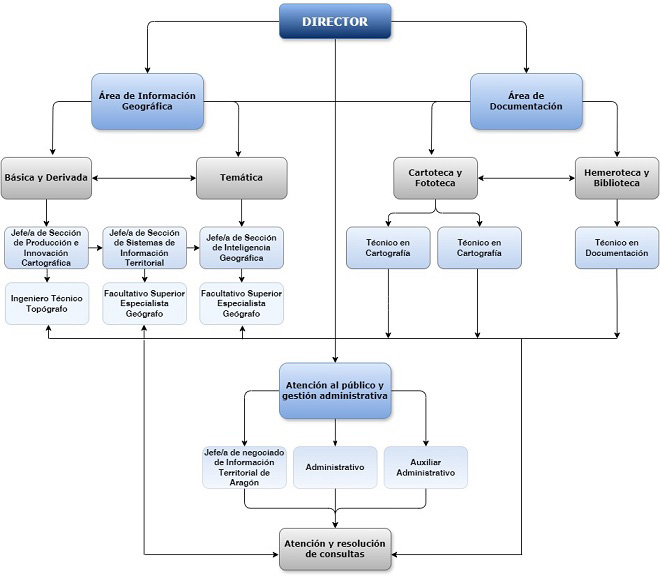
Organización del Instituto Geográfico de Aragón